# Sting (músico)
Gordon Matthew Thomas Sumner, CBE (Wallsend, 2 de outubro de 1951), mais conhecido pelo seu nome artístico, Sting, é um vocalista, cantor e ator britânico.
Antes da carreira solo foi o principal compositor, cantor e baixista da banda de rock The Police. Vendeu ao longo da carreira mais de 200 milhões de discos, e recebeu dezesseis Prêmios Grammy por seu trabalho, incluindo o seu primeiro, por "melhor performance instrumental de rock", em 1981, e recebeu uma indicação ao Oscar de melhor canção original.
Sting, que já era conhecido como vocalista do grupo The Police, tornou-se ainda mais famoso após a turnê do disco Nothing Like the Sun, realizada no país em 1987.
Casado com a atriz e produtora Trudie Styler, Sting tem seis filhos e vive dividido entre sete luxuosas residências na Europa e nos EUA.

## Biografia

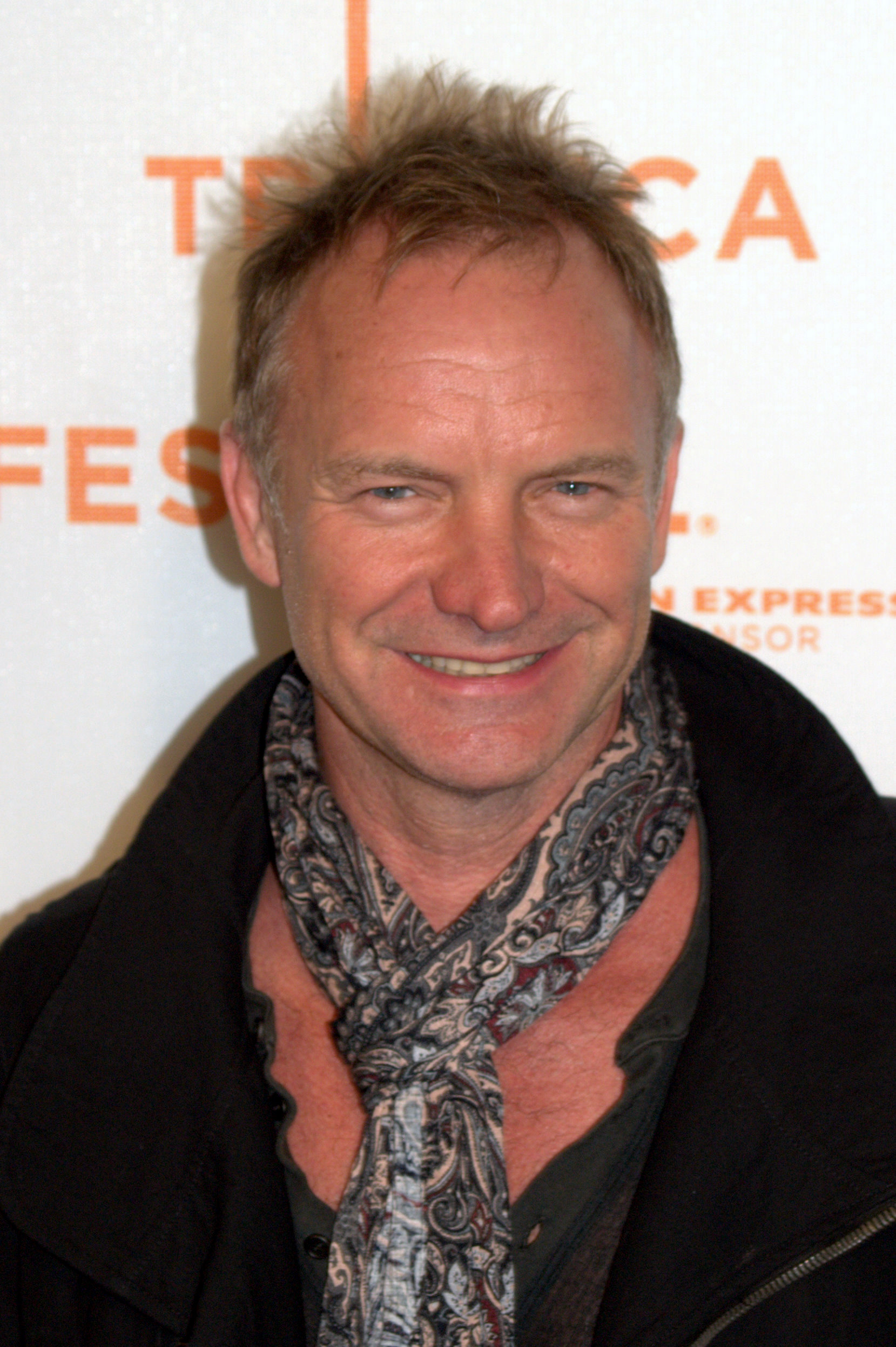
Sting em 2009.

Sting é o filho primogênito de Ernest Sumner, revendedor de leite, e sua esposa Audrey Cowell, cabeleireira. O jovem Sumner muitas vezes ajudou o pai com o seu trabalho. Ele foi educado na religião católica, devido à influência da avó paterna irlandesa. Sting abandonou uma promissora carreira como atleta quando alcançou o terceiro lugar numa competição chamada 100 Yard Sprint National Junior Championship.
Sting revelou talento natural para a música tocando e organizando as próprias canções quase que imediatamente após dedilhar uma velha guitarra dada pelo tio quando tinha oito anos de idade. Tocou com bandas locais como o Phoenix Jazzman, Last Exit e Newcastle Big Band, no início da carreira.
Suas feições foram utilizadas inicialmente como rosto e demais características físicas do personagem de HQ John Constantine, criação do escritor inglês Alan Moore, que vivia na mesma cidade natal de Sting, Newcastle, na Inglaterra.

### The Police
Em 1977, Sting, Andy Summers e Stewart Copeland formaram a banda The Police em Londres. Um quarto integrante foi Henry Padovani que deixou o The Police devido a um conflito durante o festival de Mont Marsans.
O grupo ganhou seis prêmios Grammy no início da década de 1980. Seu último álbum, Synchronicity foi lançado em 1983.
Houve a tentativa de juntar o grupo novamente em 1986 após um concerto no Live Aid. Sting propôs um novo álbum com a intenção de gravar reinterpretações de temas clássicos do grupo. A ideia não foi adiante tanto pela relação tensa entre Sting e Copeland quanto pelo desinteresse dos companheiros de banda. Apenas houve uma nova versão da música "Don't Stand So Close to Me" gravada na coletânea Every Breath You Take: The Singles.
Em 2007 a banda se reuniu para uma turnê comemorativa dos 30 anos do lançamento do primeiro compacto do The Police.

### Cinema
Sting também já se aventurou no cinema, sendo Quadrophenia, lançado em 1979, seu primeiro filme.
Posteriormente participou de Brimstone and Treacle (1982), Duna (1983) e Feyd-Rautha (1984); além de aparições na televisão - em Family Guy, The Simpsons, Bee Movie e Ally McBeal.

### Carreira solo

#### Década de 1980
Sua primeira aparição solo foi em 1981 em um show para a Anistia Internacional onde tocou "Roxanne" e "Message in a Bottle".
Sting levou uma banda apelidada de "The Secret Police" formada por Eric Clapton, Jeff Beck, Phil Collins, Bob Geldof e Midge Ure. Afora Beck, todos trabalharam com Sting no concerto Live Aid.

Em 1982, gravou o single "Spread a Little Happiness", uma reinterpretação do musical da década de 1920 chamada Mr. Cinders de Vivian Ellis.

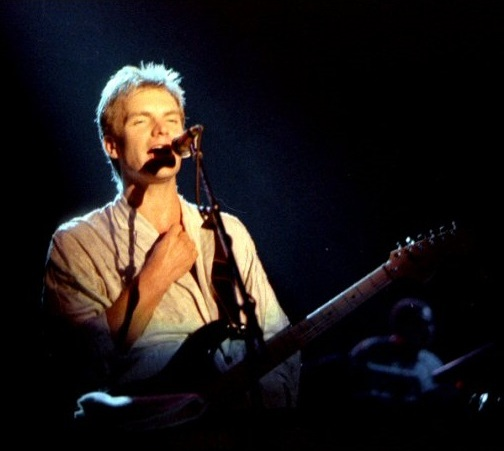
Sting em 1985.

Em 1985, Sting lançou o álbum The Dream of the Blue Turtles com um elenco de músicos de jazz como Kenny Kirkland, Darryl Jones, Omar Hakim, e Branford Marsalis. O álbum apresentou o single "If You Love Somebody Set Them Free" e teve outros hits como "Fortress Around Your Heart", "Russians", e "Love is the Seventh Wave". Com isso Sting ganharia o Grammy de melhor álbum europeu.
O cantor lançou em 1987 o álbum ...Nothing Like the Sun incluindo as músicas "We'll Be Together", "Fragile", "Englishman in New York", e "Be Still My Beating Heart", esta dedicada à recém falecida mãe. Com esse álbum, ganhou o disco de Platina Duplo. A música "The Secret Marriage" foi uma adaptação da melodia criada pelo compositor alemão Hanns Eisler, e "Englishman In New York" tratava sobre o excêntrico escritor Quentin Crisp.
Pouco tempo depois, 1988, Sting lançou "Nada como el sol", uma seleção de cinco músicas cantadas em espanhol e português.

#### Década de 1990
Sting lançou em 1991 o álbum The Soul Cages (dedicado ao pai, recentemente falecido), que continha a canção "All this Time". Ano seguinte casou-se com Trudie Styler, além de haver recebido o título de doutor honorário em música pela Northumbria University.
Na década, Sting participou de "Two Rooms: Celebrating the Songs of Elton John & Bernie Taupin", apareceu na canção "Come Down In Time" - álbum lançado em 22 de outubro de 1991 pela Polydor -, e em 1993 lançou Ten Summoner's Tales, indicado para o Grammy de melhor álbum de 1994, ano em que atingiu seu auge. Juntamente com Bryan Adams e Rod Stewart, interpretou a música "All for Love" para o filme The Tree Musketeers. Como se não bastasse, em fevereiro ganhou mais dois Grammys e foi indicado para outros três.
Em 1994 fez uma participação especial no disco Antônio Brasileiro de Tom Jobim cantando a música "How Insensitive" (Insensatez).
Em 1995, a música "Moonlight" foi gravada para o filme Sabrina, tendo sido indicada ao Grammy de 1997 na categoria de melhor canção escolhida especialmente para um filme.
O álbum de 1996, Mercury Falling, estreou fortemente, mas caiu rapidamente nas paradas. No mesmo ano, todavia, Sting atingiu o Top 40 com "You Still Touch Me" e "I'm So Happy I Can't Stop Crying". 
Ainda em 1996, Sting cantou com Tina Turner no single "On Silent Wings".
Em 1997, esteve também envolvido na versão feita por Toby Keith para "I'm So Happy I Can't Stop Crying" .
Em 1999, reapareceu com o álbum Brand New Day, com as músicas "Brand New Day" e "Desert Rose".

#### Década de 2000

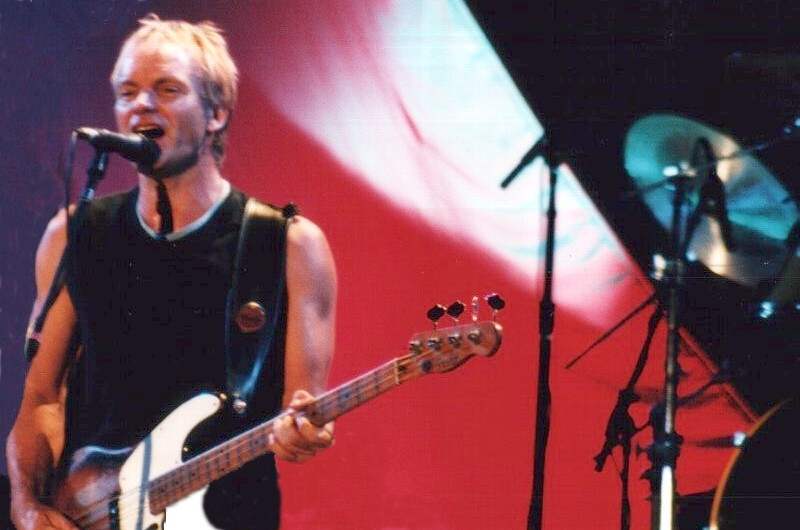
Sting em Budapeste, 2000.

Em 2001 ganhou outro Grammy por "She Walks This Earth (Soberana Rosa)"  incluída em A Love Affair: The Music Of Ivan Lins, e em 2002 ganhou o Globo de Ouro pela canção Until… para o filme Kate and Leopold; mesmo ano em que lhe foi concedida a honra de Comandante da Ordem do Império Britânico (CBE).
No ano de 2003 lançou o álbum Sacred Love com a colaboração de Mary J. Blige.
A sua autobiografia foi lançada em outubro de 2004 pela Broken Music. Nesse ano, Sting embarcou em uma turnê do álbum "Sacred Love".
Em 2005 participou do álbum Monkey Business do grupo americano de hip-hop The Black Eyed Peas.
Sting participou do Live 8 em junho de 2005.
Em 2006, lançou Songs from the Labyrinth.
Em 11 de fevereiro de 2007, Sting reecontrou-se com os outros integrantes do The Police e apresentaram-se no Grammy Awards 2007 cantando "Roxanne" e posteriormente anunciaram a turnê de reunião da banda. O The Police excursionou pela América do Norte, Europa, América do Sul, Austrália, Nova Zelândia e Japão.
Também em 2007, Sting participou da faixa "Power's Out" da cantora Nicole Scherzinger inclusa no álbum Her Name Is Nicole.
Em 2009, Sting anunciou a gravação de seu novo álbum, If on a Winter's Night..., que traz interpretações de canções tradicionais inglesas que abordam a temática do inverno. O disco teve recepção controversa dos fãs, que, assim como no caso de Songs From the Labyrinth, privilegiava um repertório de canções datadas de séculos atrás, em detrimento de novo material autoral do artista.

#### Década de 2010
Por vários anos, Sting trabalhou em um musical, The Last Ship, inspirado nas experiências de infância de Sting e na indústria naval em Wallsend. O enredo de The Last Ship aborda o fim da indústria naval britânica na década de 1980 em Newcastle, e o musical acabou por estrear em Chicago em junho de 2014, antes de se transferir para a Broadway no outono. Em seguida, o décimo primeiro álbum de estúdio de Sting, intitulado The Last Ship (e inspirado na peça), foi lançado em 24 de setembro de 2013. O trabalho apresenta artistas convidados que nasceram ou cresceram no nordeste da Inglaterra, incluindo Brian Johnson, vocalista do AC/DC.
Em 2014, Sting inicia a turnê On Stage Together, junto com o cantor e compositor Paul Simon.
E, em 2016, uma nova turnê conjunta pelos Estados Unidos uniu Sting agora com o ex-Genesis Peter Gabriel, chamada Rock Paper Scissors Tour.
Em 2016, lançou o seu novo álbum, 57th & 9th. O título é uma referência ao cruzamento da cidade de Nova York que ele cruzava todos os dias para chegar ao estúdio onde grande parte do álbum foi gravado .
Em 4 de novembro de 2016, a administração do teatro Bataclan anunciou que Sting realizaria um concerto exclusivo em Paris, no dia 12 de novembro de 2016 para a reabertura do clube, um ano após o ataque terrorista ocorrido no local. O ex-guitarrista do Police, Henry Padovani, se juntou à banda no palco para executarem "Next to You" .
Sting foi anunciado como o vencedor conjunto do Polar Music Prize 2017, um prêmio internacional sueco dado em reconhecimento à excelência no mundo da música. O comitê de premiação declarou: "Como compositor, Sting combinou pop clássico com musicalidade virtuosa e uma abertura a todos os gêneros e sons de todo o mundo" .
O décimo quarto álbum de Sting, intitulado My Songs, foi lançado em 24 de maio de 2019. O álbum apresenta 14 versões de estúdio (e uma ao vivo) re-gravadas de suas músicas lançadas ao longo de sua carreira solo e seu tempo com The Police . 

#### Década de 2020
Em 19 de março de 2021, Sting lançou Duets, um álbum de compilação composto por 17 faixas de colaborações com vários artistas, incluindo Eric Clapton, Mary J. Blige, Shaggy, Annie Lennox e Sam Moore .
Sting lança seu décimo quinto álbum de estúdio The Bridge em 19 de novembro de 2021. Foi precedido pelo lançamento do primeiro single "If It's Love" em 1 de setembro de 2021. Sting escreveu o conjunto de canções de pop-rock "em um ano de pandemia global, perda pessoal, separação, ruptura, confinamento e extraordinário tumulto social e político" .

## Discografia
Álbuns de estúdio
- The Dream of the Blue Turtles (1985)
- …Nothing Like the Sun (1987)
- The Soul Cages (1991)
- Ten Summoner's Tales (1993)
- Mercury Falling (1996)
- Brand New Day (1999)
- Sacred Love (2003)
- Songs from the Labyrinth (2006)
- If On a Winter's Night... (2009)
- Symphonicities (2010)
- The Last Ship (2013)
- 57th & 9th (2016)
- 44/876 (2018)
- My Songs (2019)
- Duets (2021)
- The Bridge (2021)

EP
- ...Nada como el sol (1988)
- Demolition Man (1993)

Coletâneas
- Fields of Gold: The Best of Sting 1984–1994 (1994)
- The Very Best of... Sting & The Police (1997)

Ao vivo
- Bring on the Night (1986)
- Acoustic Live in Newcastle (1991)
- Unplugged (1991)
- Summoner's Travels (1993)
- ...All This Time (2001)
- The Journey and the Labyrinth (2007)
- Live in Berlin (2010)
- Live at the Olympia Paris (2017)

## No Brasil
O The Police esteve no Brasil pela primeira vez em 1982, com apresentações no Maracanãzinho, no Rio de Janeiro.
Em 2001, Sting participou do festival Rock in Rio.
Em 8 de dezembro de 2007, o The Police apresentou show da sua turnê de reunião no Estádio do Maracanã, no Rio de Janeiro.
Em 22 de novembro de 2009, Sting se apresentou no festival Nós About Us, realizado na Chácara do Jockey, em São Paulo. A apresentação contou com a presença do cacique Raoni durante o bis.
Em 6 de maio de 2017, o músico apresentou show da turnê "57th & 9th" no Allianz Parque, em São Paulo.
Em fevereiro de 2025, voltou ao Brasil, apresentando a turnê "Sting 3.0" na Farmasi Arena, no Rio de Janeiro; na plateia externa do Auditório Ibirapuera, em São Paulo; e na Pedreira Paulo Leminski, em Curitiba.

## Em Portugal
Sting actuou em 1 de agosto de 1993 no estádio José de Alvalade (Sporting CP). E em 3 de Junho de 2000 no Estádio Nacional.
Sting actuou a solo em Portugal no ano de 2004, na primeira edição do Rock in Rio Lisboa. Regressou em 2006, para a segunda edição do Rock in Rio Lisboa, no Parque da Bela Vista.
Em setembro de 2007 voltou a atuar no âmbito do reencontro dos Police no Estádio Nacional.
Atuou no festival EDP Cool Jazz Fest no dia 29 de Junho de 2012, no Estádio do Parque dos Poetas, em Oeiras.
Actuou no festival Marés Vivas em 2017 no dia 16 de Julho, em Vila Nova de Gaia (último dia do festival), fazendo apenas um pedido, ao contrário dos outros músicos: chegar na véspera para poder conhecer a cidade do Porto. E segundo próprio, jantou no dia 15 de Julho "no restaurante mais bonito do mundo" - a Casa de Chá da Boa Nova, em Leça da Palmeira, obra de referência do mundialmente reconhecido arquitecto português Álvaro Sisa Vieira.